# يائير رودريغيز
يائير رودريغيز (مواليد 6 أكتوبر 1992) هو لاعب فنون قتال مختلطة مكسيكي يشارك في وزن الريشة في بطولة القتال النهائي.

## وصلات خارجية
- يائير رودريغيز على موقع يو إف سي (الإنجليزية)
- يائير رودريغيز على موقع شيردوغ (الإنجليزية)
- يائير رودريغيز على موقع Tapology.com (الإنجليزية)